# 佐々木一十郎
佐々木 一十郎（ささき いそお、1950年（昭和25年）1月10日 - ）は、日本の政治家。宮城県名取市長（3期）。名取市議会議員（2期）を歴任した。

## 来歴
宮城県仙台市出身。1972年12月、東北工業大学建築科中退。1976年10月1日、有限会社佐々木酒造店に入社。1992年2月1日から2000年1月まで名取市議会議員を2期務めた。1998年3月、有限会社佐々木酒造店の代表取締役に就任。
2000年の名取市長選挙に出馬するも落選。同年12月1日、閖上（ゆりあげ）わかば幼稚園の園長に就任。
2004年の同市長選挙に再挑戦し初当選。2008年6月の選挙で2期目の当選。
2011年10月11日、名取市議会は佐々木に対する辞職勧告決議を可決した。同年5月に採用した情報システム専門官に対し、採用試験の論文テーマを公募前に伝えたことが発端であった。しかし佐々木は「復興途上で辞めるわけにはいかない」と述べ、決議に従わなかった。
2012年7月の選挙で3期目の当選（投票率は40.00%）。
広報の市長コラム「粋庵」2014年12月1日号で、真珠湾攻撃陰謀説を開陳していたが、この内容は青山繁晴のファンブログからの孫引きだったことが発覚。当初、「ネットでは当たり前に閲覧できますが、日本のマスコミには載りません」と締めていたが、謝罪・削除に追い込まれた。
2016年7月の選挙で4選を目指すも、山田司郎に敗れる。
2020年、旭日小綬章受章。